# صورت (فیلم ۲۰۰۰)
صورت (به ژاپنی: 顔) فیلمی به کارگردانی جونجی ساکاموتو است که در سال ۲۰۰۰ منتشر شد. از بازیگران آن می‌توان به نائومی فوجی‌یاما و ریهو ماکیسه اشاره کرد.